# San Gabriel (Kalifornija)
San Gabriel je grad u američkoj saveznoj državi Kalifornija. Prema popisu stanovništva iz 2010. u njemu je živjelo 39.718 stanovnika.